# Filgueirasia
Filgueirasia là một chi thực vật có hoa trong họ Hòa thảo (Poaceae).

## Loài
Chi Filgueirasia gồm các loài: